# Aboim da Nóbrega e Gondomar
Aboim da Nóbrega es una freguesia portuguesa del municipio de Vila Verde, distrito de Braga.

## Historia
Fue creada el 28 de enero de 2013 en aplicación de una resolución de la Asamblea de la República de Portugal promulgada el 16 de enero de 2013 con la unión de las freguesias de Aboim da Nóbrega y Gondomar, pasando su sede a estar situada en la antigua freguesia de Aboim da Nóbrega.

## Demografía
| Gráfica de evolución demográfica de Aboim da Nóbrega e Gondomar entre 2011 y 2021 |
|                                                                                   |
| Datos según el nomenclátor publicado por el INE portugués.                        |